# J'accuse (film, 1919)
Pour les articles homonymes, voir J'accuse (homonymie).
Pour plus de détails, voir Fiche technique et Distribution.
J'accuse est un film français muet d'Abel Gance sorti en 1919.
S'appuyant sur le titre d'un article célèbre d'Émile Zola pour la défense de Dreyfus, J'accuse est une œuvre majeure d'Abel Gance dénonçant la guerre, en se servant pour fil conducteur de la vie et de la mort d'un ancien poilu devenu pacifiste convaincu.
Abel Gance en réalise une seconde version, sonore, en 1938 qui anticipe la Seconde Guerre mondiale (voir : J'accuse dans lequel sont incorporées des scènes choisies du film muet).

## Synopsis
Dans un village provençal du sud de la France, les villageois accueillent avec enthousiasme la déclaration de guerre avec l'Allemagne en 1914 et affluent pour s'enrôler. Parmi eux, François Laurin, un homme au tempérament violent, marié à Édith, la fille d'un soldat vétéran appelé Maria Lazare.
François soupçonne, à juste titre, qu'Édith mène une liaison avec le poète Jean Diaz qui vit au village avec sa mère, et il envoie Édith chez ses parents en Lorraine - où elle est par la suite capturée et violée par des soldats allemands.
François et Jean se retrouvent au front dans le même bataillon, où les tensions initiales entre eux cèdent la place à une étroite amitié. En 1918, Jean est renvoyé pour cause de maladie et retourne au village, pour trouver sa mère mourante. Édith revient de captivité, maintenant avec une jeune fille née d'un père allemand, Angèle.
Le père d'Edith, Maria Lazare, part aussitôt venger la honte du nom de la famille. Lorsque François rentre à la maison en permission, Jean et Édith craignent sa réaction face à l'enfant illégitime et tentent de la lui cacher, ce qui ne fait que raviver ses jaloux soupçons sur Jean, et les deux hommes se disputent.
Quand la vérité est révélée, François et Jean acceptent de chercher leur vengeance au combat et reviennent tous les deux au front. Dans une grande bataille, dans laquelle une figure mythique du Gaulois mène les troupes françaises, François est blessé et meurt à l'hôpital de campagne.
Jean, quant à lui, est tellement choqué qu'il devient fou. Il retourne au village et rassemble les habitants pour leur raconter sa vision sur le champ de bataille: des tombes des morts, les soldats se lèvent et se rassemblent en une grande cohorte qui marche à travers le pays, pour rentrer chez eux. Jean ordonne aux villageois de dire s'ils ont mérité les sacrifices des hommes partis au combat, et ils regardent avec horreur leurs familles et leurs amis décédés apparaître sur le seuil de leurs portes. Les soldats retournent au repos, et Jean retourne chez sa mère.
Il y trouve un livre de ses propres poèmes qu'il déchire de dégoût, jusqu'à ce que l'un d'eux, son Ode au soleil, le pousse à dénoncer le soleil pour sa complicité dans les crimes de guerre. Alors que la lumière du soleil disparaît de la pièce, Jean meurt.

## Fiche technique
- Titre : J'accuse
- Réalisateur : Abel Gance
- Scénario : Abel Gance

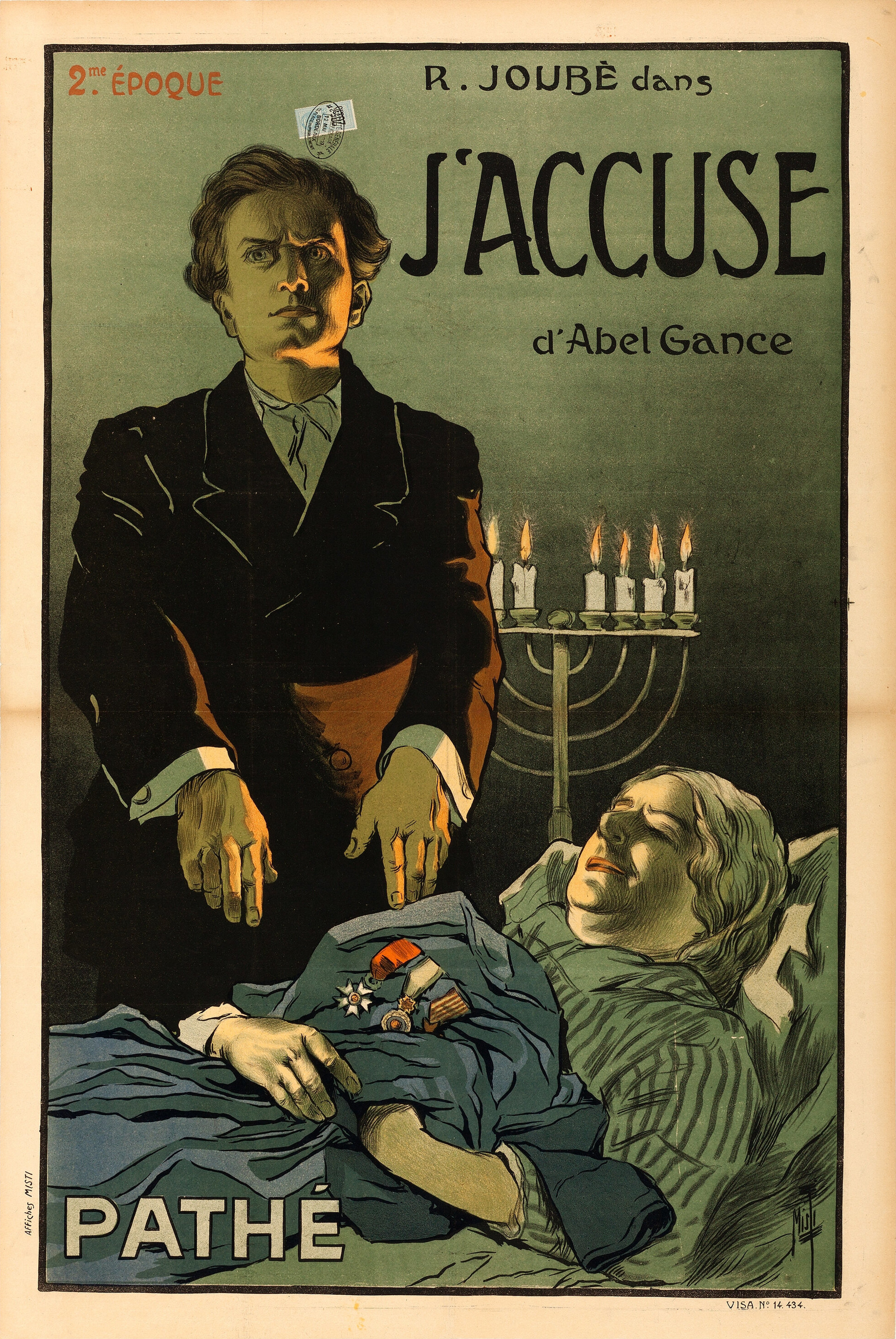
Affiche de la 2e époque.

- Photographie : Marc Bujard, Léonce-Henri Burel, Maurice Forster
- Montage : Andrée Danis, Abel Gance
- Producteur : Charles Pathé
- Société de production : Pathé frères
- Société de distribution : Pathé frères, United Artists (États-Unis)
- Assistant-réalisateur : Blaise Cendrars
- Durée : 166 minutes
- Date de sortie : 
  - France : 25 avril 1919

## Distribution
- Romuald Joubé : Jean Diaz
- Séverin-Mars : François Laurin
- Maryse Dauvray : Édith Laurin
- Maxime Desjardins : Maria Lazare
- Angèle Guys : Angele
- Mme Mancini : la mère de Jean
- Angèle Decori : Marie, la servante de Lazare
- Nader : Le cuistot
- Élisabeth Nizan
- Pierre Danis

## Production
Abel Gance avait été enrôlé dans la section cinématographique de l'armée française pendant la Première Guerre mondiale, mais il avait ensuite été démis de ses fonctions pour cause de mauvaise santé, une chance à laquelle il a dit plus tard qu'il devait sa vie. Il avait déjà formulé l'idée de J'accuse, influencé par la nouvelle de la mort d'amis au front, mais aussi par le livre récemment publié Le Feu d'Henri Barbusse, et il réussit à persuader Charles Pathé de financer le film. Le tournage eu lieu entre août 1918 et mars 1919. Afin de filmer les scènes de bataille, Gance demanda à revenir au front et est ré enrôlé dans la Section Cinématographique, de sorte qu'il se retrouva en septembre 1918 à tourner à la bataille de Saint-Mihiel aux côtés de l'armée américaine. Ses images authentiques ont été montées dans la dernière section du film.
La séquence du « retour des morts » à la fin du film a été tournée dans le sud de la France, avec 2 000 soldats revenus en permission. Gance a rappelé plus tard que « les conditions dans lesquelles nous avons tourné étaient profondément émouvantes... Ces hommes étaient venus tout droit du Front [de Verdun] et ils devaient rentrer huit jours plus tard. Ils ont joué les morts sachant que selon toute probabilité, ils le seraient morts eux-mêmes avant longtemps. Quelques semaines après leur retour, 80 % avaient été tués ».
Dans les dernières scènes du film, les accusations de Gance, par la bouche de Jean Diaz, semblent être dirigées contre ceux qui ne se sont pas suffisamment souciés - les civils qui ont vécu une autre vie, ou ceux qui ont profité de la guerre, ou qui ont simplement oublié ce que signifiait cette guerre. Les soldats ressuscités d'entre les morts se contenteraient de retourner au repos éternel une fois assurés par les vivants que leur sacrifice n'a pas été vain.
Lorsqu'on lui a demandé s'il considérait J'accuse comme un film pacifiste, Gance a répondu : « Je ne suis pas intéressé par la politique... Mais je suis contre la guerre, car la guerre est vaine. Dix ou vingt ans après, on pense que des millions de personnes sont mortes tout pour rien. On a trouvé des amis parmi ses anciens ennemis, et des ennemis parmi ses amis. »
Cependant, tous les critiques n'ont pas été convaincus de l'objet de l'argument de Gance : « Apparemment critique d'un patriotisme qui ignore aveuglément la mort qu'il cause, J'accuse finit par célébrer le sacrifice des morts comme une forme de patriotisme ». D'autres ont noté que J'accuse mêle pacifisme et nationalisme, soulignant les inspirations de Gance qui incluaient non seulement Henri Barbusse mais aussi Émile Zola et Richard Grelling. Alors que l'impérialisme allemand était une cible du film de Gance, les citoyens français ordinaires l'étaient aussi : « Sa tirade enflammée est dirigée contre ceux en France qui ont trahi les soldats et leur combat pour la civilisation : une accusation terrifiante non seulement contre le public à l'écran, mais aussi contre l'audience hors écran de Gance en 1919. »
La qualité technique du film était impressionnante, en particulier la cinématographie de Léonce-Henri Burel avec son utilisation subtile d'effets d'éclairage et d'une caméra mobile. Pour les scènes de bataille de la dernière partie du film, Gance a également introduit certaines des techniques de montage rapide qu'il développera beaucoup plus loin dans ses films ultérieurs La Roue et Napoléon. Le directeur adjoint de Gance était l'écrivain Blaise Cendrars, qui avait perdu un bras en combattant en 1915, et qui était également figurant dans le film.
Le coût de réalisation du film était de 525 000 francs, une somme considérable pour l'époque. En 1923, il aurait gagné près de 3 500 000 francs.

« J'accuse raconte une histoire de la Première Guerre mondiale et n'est pas seulement l'un des films les plus techniquement innovants et les plus complexes de son temps, mais il est également entré dans l'histoire du cinéma comme l'une des premières œuvres pacifistes. Abel Gance, qui a fait son service militaire pendant la Première Guerre mondiale, a filmé de vraies scènes de guerre recréées en 1919. […] Le film est émouvant et choquant. Le mélodrame d'une relation à trois est raconté au milieu de la folie de la guerre. […] En 1922, le film a été raccourci et recoupé, en 2009 la version originale du film a pu être reconstruite. »

— KoKi Freiburg, 20 mai 2014

« Gance a pu filmer de vrais champs de bataille aux côtés de soldats français, comme celui près de Hattonchâtel près de Verdun, et pour la célèbre séquence finale, il a pu se rabattre sur 2000 soldats en permission. De tels enregistrements documentaires donnent au noyau mélodramatique du film une base réaliste. Les soldats allemands, reconnaissables à leurs casques à pointes. Dans la célèbre séquence de clôture, dans laquelle les soldats tombés au combat se lèvent pour marcher, le talent d'Abel Gance pour créer de grands moments se manifeste entre l'apocalypse et l'illumination. »

— Ralph Trommer, FAZ, 11 novembre 2014

## Réception
Lorsque J'accuse fut présenté pour la première fois en France en avril 1919, ce fut un grand succès auprès du public, dont il sembla capturer l'humeur au lendemain de la guerre. Son succès a continué quand il a été montré à Londres en mai 1920, au Philharmonic Hall avec un orchestre de 40 musiciens et une chorale professionnelle (et sans être montré au British Board of Film Censors).
Le critique du Times, tout en le trouvant « un peu inégal », a noté que des incidents familiers de récits de guerre étaient « présentés avec plus de conviction et en même temps avec plus d'amertume qu'ils ne l'ont jamais été ». Il a également été profondément impressionné par la vision du réveil des morts du champ de bataille et lui a rendu le dernier hommage qu'« un film a fait réfléchir un public ».
Gance a reçu un télégramme de l'agent londonien de Pathé disant : « Votre nom en Angleterre est actuellement plus célèbre que celui de Griffith ». Pathé n'eut initialement pas de succès dans la vente du film pour la distribution aux États-Unis, où ses références au pacifisme étaient mal vues, et en 1921 Gance se rendit en Amérique dans l'espoir de le lancer lui-même. Il avait organisé une projection de gala à New York devant un public qui comprenait D. W. Griffith et Lillian Gish. Griffith fut grandement ému par le film et s'arrangea pour une distribution par United Artists.
L'auteur et critique de cinéma Leonard Maltin a attribué au film trois et demi sur quatre étoiles possibles, appelant le film « [un] classique filmé de façon éclatante ». Sur le site web d'agrégateur de critiques Rotten Tomatoes, le film a un taux d'approbation de 100 % basé sur 5 critiques, avec une note moyenne de 7,4 / 10.

## Versions
Abel Gance avait l'habitude de fréquemment remonter et rééditer ses films, et plusieurs versions différentes de J'accuse ont vu le jour. À l'origine, le J'accuse se déroulait en quatre épisodes (longueur du film : 5 250 m), mais a ensuite été réduit à trois épisodes (4 350 m). Il a été réédité dans une version plus courte intitulée J'Accuse, sortie en 1921 et destinée au public américain, avec une orientation anti-guerre moins universelle, une position plus anti-allemande et une fin heureuse. Les gravures survivantes montrent de nombreuses autres variations de cette version.
En 1938, Gance réalisa une autre version de J'accuse, cette fois avec le parlant et dans la perspective du déclenchement imminent de la Seconde Guerre mondiale. Pour cette version, Abel Gance réutilisa plusieurs extraits du J'accuse de 1919. Il réalisa également une version en magirama en 1956

## Pérennité
Lors de l'incendie des entrepôts de la cinémathèque française au Pontel en 1980, une partie du film est irrémédiablement détruite ou détériorée. Avec l'aide de la cinémathèque d'Amsterdam et de la société Lobster Films, une version du film est reconstituée en 2008.
En 2014, dans le cadre de la célébration du centième anniversaire de la Première Guerre mondiale, la version restaurée et remastérisée du film, agrémentée d'une musique symphonique et électronique  inédite commandée par la ZDF et Arte à Philippe Schoeller et enregistrée par l'Orchestre philharmonique de Radio-France et le chœur virtuel de l'IRCAM placés sous la direction de Frank Strobel est produite.
La première mondiale de ce spectacle est présentée à la salle Pleyel le 8 novembre 2014,. Une retransmission télévisée a été diffusée le 11 novembre 2014 à minuit sur la chaîne ARTE, en trois épisodes pour une durée totale de 166 minutes.
Projeté à l'Opéra de Nice le 18 novembre 2016, musique (2014) de Philippe Schoeller par l'Orchestre philharmonique de Nice sous la direction de Christian Schumann dans le cadre du festival Manca.